# Handebol nos Jogos Olímpicos de Verão de 2020 - Masculino
O torneio masculino de handebol nos Jogos Olímpicos de Verão de 2020 foi realizado entre 24 de julho e 7 de agosto de 2021, com todos as partidas sendo disputadas no Ginásio Nacional Yoyogi, em Tóquio.
Originalmente programado para ser realizado em 2020, em 24 de março de 2020 as Olimpíadas foram adiadas para 2021 devido à pandemia de COVID-19. Pela mesma razão as partidas foram realizadas com os portões fechados.

## Medalhistas
|  | FRA França |  | DEN Dinamarca |  | ESP Espanha |
|  | Luc Abalo Hugo Descat Ludovic Fabregas Yann Genty Vincent Gérard Michaël Guigou Luka Karabatic Nikola Karabatić Romain Lagarde Kentin Mahé Dika Mem Timothey N'Guessan Valentin Porte Nedim Remili Melvyn Richardson Nicolas Tournat |  | Lasse Andersson Mathias Gidsel Jóhan Hansen Mikkel Hansen Jacob Holm Emil Jakobsen Niklas Landin Jacobsen Magnus Landin Jacobsen Mads Mensah Larsen Kevin Møller Henrik Møllgaard Morten Olsen Magnus Saugstrup Lasse Svan Henrik Toft Hansen |  | Julen Aguinagalde Rodrigo Corrales Alex Dujshebaev Raúl Entrerríos Ángel Fernández Adrià Figueras Antonio García Robledo Aleix Gómez Gedeón Guardiola Eduardo Gurbindo Jorge Maqueda Viran Morros Gonzalo Pérez de Vargas Miguel Sánchez-Migallón Daniel Sarmiento Ferran Solé |

## Calendário
| G | Fase de grupos | QF | Quartas de final | SF | Semifinais | B | Disputa pelo bronze | F | Final |

| DataEvento        | Sáb 24 jul | Dom 25 jul | Seg 26 jul | Ter 27 jul | Qua 28 jul | Qui 29 jul | Sex 30 jul | Sáb 31 jul | Dom 1 ago | Seg 2 ago | Ter 3 ago | Qua 4 ago | Qui 5 ago | Sex 6 ago | Sáb 7 ago | Sáb 7 ago | Dom 8 ago | Dom 8 ago |
| ----------------- | ---------- | ---------- | ---------- | ---------- | ---------- | ---------- | ---------- | ---------- | --------- | --------- | --------- | --------- | --------- | --------- | --------- | --------- | --------- | --------- |
| Torneio masculino | G          |            | G          |            | G          |            | G          |            | G         |           | QF        |           | SF        |           | B         | F         |           |           |

## Qualificação
Doze equipes se classificaram para o torneio masculino de handebol:
| Método                                | Data                            | Local                      | Vagas | Classificado      |
| ------------------------------------- | ------------------------------- | -------------------------- | ----- | ----------------- |
| País-sede                             | —                               | —                          | 1     | Japão             |
| Campeonato Mundial de 2019            | 10–27 de janeiro de 2019        | Alemanha · Dinamarca       | 1     | Dinamarca         |
| Jogos Pan-Americanos de 2019          | 31 de julho–5 de agosto de 2019 | Peru                       | 1     | Argentina         |
| Torneio Pré-Olímpico Asiático de 2019 | 17–26 de outubro de 2019        | Catar                      | 1     | Bahrein           |
| Campeonato Europeu de 2020            | 10–26 de janeiro de 2020        | Áustria · Noruega · Suécia | 1     | Espanha           |
| Campeonato Africano de 2020           | 16–26 de janeiro de 2020        | Tunísia                    | 1     | Egito             |
| Pré-Olímpico Mundial de 2020          | 12–14 de março de 2021          | Montenegro                 | 2     | Noruega · Brasil  |
| Pré-Olímpico Mundial de 2020          | 12–14 de março de 2021          | França                     | 2     | França · Portugal |
| Pré-Olímpico Mundial de 2020          | 12–14 de março de 2021          | Alemanha                   | 2     | Suécia · Alemanha |
| Total                                 |                                 |                            | 12    |                   |

## Formato
A competição se iniciou com uma fase preliminar dividida dois grupos de seis equipes, em que todos do grupo se enfrentam. As quatro melhores equipes em cada grupo seguem para as quartas de final. A partir das quartas de final a competição passa para o sistema eliminatório direto ("mata-mata"), com uma única partida, em que o vencedor segue para a fase seguinte. Os vencedores das semifinais disputam a medalha de ouro e os perdedores a medalha de bronze.

## Sorteio
Os potes e o formato do sorteio foram anunciados em 14 de março de 2021, com o sorteio propriamente dito sendo realizado em 1 de abril de 2021.
Potes
| Pote 1              | Pote 2          | Pote 3              | Pote 4         | Pote 5          | Pote 6              |
| ------------------- | --------------- | ------------------- | -------------- | --------------- | ------------------- |
| Dinamarca · Noruega | França · Suécia | Alemanha · Portugal | Brasil · Japão | Espanha · Egito | Argentina · Bahrein |

## Árbitros
Os pares de árbitros foram selecionados em 21 de abril de 2021.
| Árbitros      | Árbitros                        |
| ------------- | ------------------------------- |
| Alemanha      | Robert Schulze Tobias Tönnies   |
| Argélia       | Youcef Belkhiri Sid Ali Hamidi  |
| Argentina     | María Paolantoni Mariana García |
| Chéquia       | Václav Horáček Jiří Novotný     |
| Coreia do Sul | Koo Bon-ok Lee Se-ok            |
| Croácia       | Matija Gubica Boris Milošević   |
| Dinamarca     | Mads Hansen Jesper Madsen       |
| Egito         | Yasmina El-Saied Heidy El-Saied |

| Árbitros           | Árbitros                                |
| ------------------ | --------------------------------------- |
| Eslovênia          | Bojan Lah David Sok                     |
| Espanha            | Óscar Raluy Ángel Sabroso               |
| França             | Charlotte Bonaventura Julie Bonaventura |
| Macedônia do Norte | Gjorgji Nachevski Slave Nikolov         |
| Portugal           | Duarte Santos Ricardo Fonseca           |
| Rússia             | Viktoriia Alpaidze Tatiana Berezkina    |
| Suécia             | Mirza Kurtagic Mattias Wetterwik        |
| Suíça              | Arthur Brunner Morad Salah              |

## Fase de grupos
Na primeira fase as seleções foram divididas em dois grupos de seis equipes cada no formato de todos-contra-todos. As quatro primeiras de cada grupo se classificam às quartas de final.
Todas as partidas seguem o fuso horário local (UTC+9).
|  | Equipes classificadas às quartas de final |

### Grupo A
| Pos | Equipe    | Pts | J | V | E | D | GP  | GC  | SG  |
| --- | --------- | --- | - | - | - | - | --- | --- | --- |
| 1   | França    | 8   | 5 | 4 | 0 | 1 | 162 | 148 | +14 |
| 2   | Espanha   | 8   | 5 | 4 | 0 | 1 | 155 | 142 | +13 |
| 3   | Alemanha  | 6   | 5 | 3 | 0 | 2 | 146 | 131 | +15 |
| 4   | Noruega   | 6   | 5 | 3 | 0 | 2 | 136 | 132 | +4  |
| 5   | Brasil    | 2   | 5 | 1 | 0 | 4 | 128 | 145 | −17 |
| 6   | Argentina | 0   | 5 | 0 | 0 | 5 | 125 | 154 | −29 |

Critérios de desempate: 1) Pontos; 2) Confronto direto; 3) Diferença de gols no confronto direto; 4) Número de gols feitos no confronto direto; 5) Diferença de gols; 6) Gols marcados; 7) Sorteio.
| 24 de julho de 2021 09:00 | Noruega   | 27–24     | Brasil    | Ginásio Nacional Yoyogi, Tóquio Árbitros: Horáček, Novotný |
| 24 de julho de 2021 09:00 | Sagosen 8 | (12–13)   | Langaro 5 | Ginásio Nacional Yoyogi, Tóquio Árbitros: Horáček, Novotný |
| 24 de julho de 2021 09:00 |           | Relatório | 6× 1×     | Ginásio Nacional Yoyogi, Tóquio Árbitros: Horáček, Novotný |

| 24 de julho de 2021 11:00 | França       | 33–27     | Argentina    | Ginásio Nacional Yoyogi, Tóquio Árbitros: Belkhiri, Hamidi |
| 24 de julho de 2021 11:00 | Richardson 7 | (12–10)   | D. Simonet 8 | Ginásio Nacional Yoyogi, Tóquio Árbitros: Belkhiri, Hamidi |
| 24 de julho de 2021 11:00 | 5× 1×        | Relatório | 4× 1×        | Ginásio Nacional Yoyogi, Tóquio Árbitros: Belkhiri, Hamidi |

| 24 de julho de 2021 16:15 | Alemanha   | 27–28     | Espanha           | Ginásio Nacional Yoyogi, Tóquio Árbitros: Kurtagic, Wetterwik |
| 24 de julho de 2021 16:15 | Weinhold 5 | (13–12)   | Figueras, Gómez 5 | Ginásio Nacional Yoyogi, Tóquio Árbitros: Kurtagic, Wetterwik |
| 24 de julho de 2021 16:15 | 5× 2×      | Relatório | 5× 2×             | Ginásio Nacional Yoyogi, Tóquio Árbitros: Kurtagic, Wetterwik |

| 26 de julho de 2021 09:00 | Brasil   | 29–34     | França                          | Ginásio Nacional Yoyogi, Tóquio Árbitros: Kurtagic, Wetterwik |
| 26 de julho de 2021 09:00 | Dutra 10 | (13–16)   | Guigou, N. Karabatić, Tournat 4 | Ginásio Nacional Yoyogi, Tóquio Árbitros: Kurtagic, Wetterwik |
| 26 de julho de 2021 09:00 | 4×       | Relatório | 2×                              | Ginásio Nacional Yoyogi, Tóquio Árbitros: Kurtagic, Wetterwik |

| 26 de julho de 2021 11:00 | Argentina              | 25–33     | Alemanha              | Ginásio Nacional Yoyogi, Tóquio Árbitros: Horáček, Novotný |
| 26 de julho de 2021 11:00 | Martínez, D. Simonet 5 | (13–14)   | Kastening, Schiller 7 | Ginásio Nacional Yoyogi, Tóquio Árbitros: Horáček, Novotný |
| 26 de julho de 2021 11:00 | 4× 3×                  | Relatório | 3× 2× 1×              | Ginásio Nacional Yoyogi, Tóquio Árbitros: Horáček, Novotný |

| 26 de julho de 2021 16:15 | Espanha     | 28–27     | Noruega  | Ginásio Nacional Yoyogi, Tóquio Árbitros: Nikolov, Nachevski |
| 26 de julho de 2021 16:15 | Figueras 10 | (13–14)   | Jøndal 9 | Ginásio Nacional Yoyogi, Tóquio Árbitros: Nikolov, Nachevski |
| 26 de julho de 2021 16:15 | 5× 1×       | Relatório | 2×       | Ginásio Nacional Yoyogi, Tóquio Árbitros: Nikolov, Nachevski |

| 28 de julho de 2021 16:15 | Noruega   | 27–23     | Argentina             | Ginásio Nacional Yoyogi, Tóquio Árbitros: Fonseca, Santos |
| 28 de julho de 2021 16:15 | Sagosen 7 | (13–12)   | Pizarro, D. Simonet 5 | Ginásio Nacional Yoyogi, Tóquio Árbitros: Fonseca, Santos |
| 28 de julho de 2021 16:15 | 4× 2×     | Relatório | 7× 2×                 | Ginásio Nacional Yoyogi, Tóquio Árbitros: Fonseca, Santos |

| 28 de julho de 2021 19:30 | Brasil  | 25–32     | Espanha | Ginásio Nacional Yoyogi, Tóquio Árbitros: Hansen, Madsen |
| 28 de julho de 2021 19:30 | Silva 6 | (16–18)   | Solé 5  | Ginásio Nacional Yoyogi, Tóquio Árbitros: Hansen, Madsen |
| 28 de julho de 2021 19:30 | 4×      | Relatório | 1×      | Ginásio Nacional Yoyogi, Tóquio Árbitros: Hansen, Madsen |

| 28 de julho de 2021 21:30 | França | 30–29     | Alemanha    | Ginásio Nacional Yoyogi, Tóquio Árbitros: Nachevski, Nikolov |
| 28 de julho de 2021 21:30 | Mem 6  | (16–13)   | Kastening 7 | Ginásio Nacional Yoyogi, Tóquio Árbitros: Nachevski, Nikolov |
| 28 de julho de 2021 21:30 | 1×     | Relatório | 1×          | Ginásio Nacional Yoyogi, Tóquio Árbitros: Nachevski, Nikolov |

| 30 de julho de 2021 09:00 | Argentina  | 23–25     | Brasil  | Ginásio Nacional Yoyogi, Tóquio Árbitros: Lah, Sok |
| 30 de julho de 2021 09:00 | Martínez 6 | (7–14)    | Silva 7 | Ginásio Nacional Yoyogi, Tóquio Árbitros: Lah, Sok |
| 30 de julho de 2021 09:00 | 4× 2× 1×   | Relatório | 5× 1×   | Ginásio Nacional Yoyogi, Tóquio Árbitros: Lah, Sok |

| 30 de julho de 2021 14:15 | França   | 36–31     | Espanha             | Ginásio Nacional Yoyogi, Tóquio Árbitros: Horáček, Novotný |
| 30 de julho de 2021 14:15 | Remili 9 | (18–12)   | Dujshebaev, Gómez 5 | Ginásio Nacional Yoyogi, Tóquio Árbitros: Horáček, Novotný |
| 30 de julho de 2021 14:15 | 3× 2×    | Relatório | 2× 1×               | Ginásio Nacional Yoyogi, Tóquio Árbitros: Horáček, Novotný |

| 30 de julho de 2021 21:30 | Alemanha     | 28–23     | Noruega   | Ginásio Nacional Yoyogi, Tóquio Árbitros: Brunner, Salah |
| 30 de julho de 2021 21:30 | Gensheimer 6 | (14–11)   | Sagosen 7 | Ginásio Nacional Yoyogi, Tóquio Árbitros: Brunner, Salah |
| 30 de julho de 2021 21:30 | 3× 2×        | Relatório | 6× 1×     | Ginásio Nacional Yoyogi, Tóquio Árbitros: Brunner, Salah |

| 1 de agosto de 2021 14:15 | Espanha | 36–27     | Argentina | Ginásio Nacional Yoyogi, Tóquio Árbitros: Kurtagic, Wetterwik |
| 1 de agosto de 2021 14:15 | Gómez 6 | (17–12)   | Pizarro 5 | Ginásio Nacional Yoyogi, Tóquio Árbitros: Kurtagic, Wetterwik |
| 1 de agosto de 2021 14:15 | 3×      | Relatório | 3×        | Ginásio Nacional Yoyogi, Tóquio Árbitros: Kurtagic, Wetterwik |

| 1 de agosto de 2021 16:15 | Noruega   | 32–29     | França                 | Ginásio Nacional Yoyogi, Tóquio Árbitros: Nachevski, Nikolov |
| 1 de agosto de 2021 16:15 | Sagosen 7 | (15–15)   | Descat, N. Karabatić 5 | Ginásio Nacional Yoyogi, Tóquio Árbitros: Nachevski, Nikolov |
| 1 de agosto de 2021 16:15 | 1×        | Relatório | 3× 1×                  | Ginásio Nacional Yoyogi, Tóquio Árbitros: Nachevski, Nikolov |

| 1 de agosto de 2021 19:30 | Alemanha          | 29–25     | Brasil  | Ginásio Nacional Yoyogi, Tóquio Árbitros: Horáček, Novotný |
| 1 de agosto de 2021 19:30 | Knorr, Weinhold 6 | (16–12)   | Dutra 7 | Ginásio Nacional Yoyogi, Tóquio Árbitros: Horáček, Novotný |
| 1 de agosto de 2021 19:30 | 3× 1×             | Relatório | 2×      | Ginásio Nacional Yoyogi, Tóquio Árbitros: Horáček, Novotný |

### Grupo B
| Pos | Equipe    | Pts | J | V | E | D | GP  | GC  | SG  |
| --- | --------- | --- | - | - | - | - | --- | --- | --- |
| 1   | Dinamarca | 8   | 5 | 4 | 0 | 1 | 174 | 139 | +35 |
| 2   | Egito     | 8   | 5 | 4 | 0 | 1 | 154 | 134 | +20 |
| 3   | Suécia    | 8   | 5 | 4 | 0 | 1 | 144 | 142 | +2  |
| 4   | Bahrein   | 2   | 5 | 1 | 0 | 4 | 129 | 149 | −20 |
| 5   | Portugal  | 2   | 5 | 1 | 0 | 4 | 143 | 156 | −13 |
| 6   | Japão     | 2   | 5 | 1 | 0 | 4 | 146 | 170 | −24 |

Critérios de desempate: 1) Pontos; 2) Confronto direto; 3) Diferença de gols no confronto direto; 4) Número de gols feitos no confronto direto; 5) Diferença de gols; 6) Gols marcados; 7) Sorteio.
| 24 de julho de 2021 14:15 | Suécia   | 32–31     | Bahrein | Ginásio Nacional Yoyogi, Tóquio Árbitros: Brunner, Salah |
| 24 de julho de 2021 14:15 | Wanne 13 | (16–18)   | Habib 6 | Ginásio Nacional Yoyogi, Tóquio Árbitros: Brunner, Salah |
| 24 de julho de 2021 14:15 | 3× 1×    | Relatório | 5× 1×   | Ginásio Nacional Yoyogi, Tóquio Árbitros: Brunner, Salah |

| 24 de julho de 2021 19:30 | Portugal | 31–37     | Egito    | Ginásio Nacional Yoyogi, Tóquio Árbitros: Nachevski, Nikolov |
| 24 de julho de 2021 19:30 | Ferraz 6 | (15–15)   | Hesham 7 | Ginásio Nacional Yoyogi, Tóquio Árbitros: Nachevski, Nikolov |
| 24 de julho de 2021 19:30 | 5× 2×    | Relatório | 2× 1×    | Ginásio Nacional Yoyogi, Tóquio Árbitros: Nachevski, Nikolov |

| 24 de julho de 2021 21:30 | Dinamarca         | 47–30     | Japão    | Ginásio Nacional Yoyogi, Tóquio Árbitros: Schulze, Tönnies |
| 24 de julho de 2021 21:30 | Holm, Saugstrup 9 | (25–14)   | Motoki 8 | Ginásio Nacional Yoyogi, Tóquio Árbitros: Schulze, Tönnies |
| 24 de julho de 2021 21:30 | 1×                | Relatório | 4× 1×    | Ginásio Nacional Yoyogi, Tóquio Árbitros: Schulze, Tönnies |

| 26 de julho de 2021 14:15 | Egito    | 27–32     | Dinamarca   | Ginásio Nacional Yoyogi, Tóquio Árbitros: Raluy, Sabroso |
| 26 de julho de 2021 14:15 | Hesham 6 | (15–14)   | M. Hansen 9 | Ginásio Nacional Yoyogi, Tóquio Árbitros: Raluy, Sabroso |
| 26 de julho de 2021 14:15 | 5×       | Relatório | 5× 2×       | Ginásio Nacional Yoyogi, Tóquio Árbitros: Raluy, Sabroso |

| 26 de julho de 2021 19:30 | Bahrein | 25–26     | Portugal  | Ginásio Nacional Yoyogi, Tóquio Árbitros: Schulze, Tönnies |
| 26 de julho de 2021 19:30 | Habib 8 | (15–14)   | Portela 6 | Ginásio Nacional Yoyogi, Tóquio Árbitros: Schulze, Tönnies |
| 26 de julho de 2021 19:30 | 4× 1×   | Relatório | 5× 1×     | Ginásio Nacional Yoyogi, Tóquio Árbitros: Schulze, Tönnies |

| 26 de julho de 2021 21:30 | Japão    | 26–28     | Suécia  | Ginásio Nacional Yoyogi, Tóquio Árbitros: Lah, Sok |
| 26 de julho de 2021 21:30 | Motoki 6 | (14–17)   | Wanne 8 | Ginásio Nacional Yoyogi, Tóquio Árbitros: Lah, Sok |
| 26 de julho de 2021 21:30 | 4× 1×    | Relatório | 1×      | Ginásio Nacional Yoyogi, Tóquio Árbitros: Lah, Sok |

| 28 de julho de 2021 09:00 | Dinamarca | 31–21     | Bahrein                        | Ginásio Nacional Yoyogi, Tóquio Árbitros: Horáček, Novotný |
| 28 de julho de 2021 09:00 | Hansen 6  | (12–7)    | Ali, Almaqabi, Fadhul, Habib 3 | Ginásio Nacional Yoyogi, Tóquio Árbitros: Horáček, Novotný |
| 28 de julho de 2021 09:00 | 1×        | Relatório | 3×                             | Ginásio Nacional Yoyogi, Tóquio Árbitros: Horáček, Novotný |

| 28 de julho de 2021 11:00 | Suécia   | 29–28     | Portugal                 | Ginásio Nacional Yoyogi, Tóquio Árbitros: Raluy, Sabroso |
| 28 de julho de 2021 11:00 | Ekberg 9 | (14–14)   | Borges, Gomes, Martins 4 | Ginásio Nacional Yoyogi, Tóquio Árbitros: Raluy, Sabroso |
| 28 de julho de 2021 11:00 | 2× 1×    | Relatório | 6× 1×                    | Ginásio Nacional Yoyogi, Tóquio Árbitros: Raluy, Sabroso |

| 28 de julho de 2021 14:15 | Japão       | 29–33     | Egito      | Ginásio Nacional Yoyogi, Tóquio Árbitros: Schulze, Tönnies |
| 28 de julho de 2021 14:15 | S. Tokuda 8 | (11–18)   | El-Ahmar 8 | Ginásio Nacional Yoyogi, Tóquio Árbitros: Schulze, Tönnies |
| 28 de julho de 2021 14:15 | 7× 1×       | Relatório | 2×         | Ginásio Nacional Yoyogi, Tóquio Árbitros: Schulze, Tönnies |

| 30 de julho de 2021 11:00 | Bahrein            | 32–30     | Japão    | Ginásio Nacional Yoyogi, Tóquio Árbitros: Raluy, Sabroso |
| 30 de julho de 2021 11:00 | Al-Sayyad, Habib 7 | (17–16)   | Motoki 7 | Ginásio Nacional Yoyogi, Tóquio Árbitros: Raluy, Sabroso |
| 30 de julho de 2021 11:00 | 4× 2×              | Relatório | 4×       | Ginásio Nacional Yoyogi, Tóquio Árbitros: Raluy, Sabroso |

| 30 de julho de 2021 16:15 | Suécia   | 22–27     | Egito   | Ginásio Nacional Yoyogi, Tóquio Árbitros: Bonaventura, Bonaventura |
| 30 de julho de 2021 16:15 | Pellas 7 | (9–13)    | Sanad 6 | Ginásio Nacional Yoyogi, Tóquio Árbitros: Bonaventura, Bonaventura |
| 30 de julho de 2021 16:15 | 2×       | Relatório | 2×      | Ginásio Nacional Yoyogi, Tóquio Árbitros: Bonaventura, Bonaventura |

| 30 de julho de 2021 19:30 | Portugal     | 28–34     | Dinamarca   | Ginásio Nacional Yoyogi, Tóquio Árbitros: Nachevski, Nikolov |
| 30 de julho de 2021 19:30 | Branquinho 4 | (19–20)   | M. Hansen 9 | Ginásio Nacional Yoyogi, Tóquio Árbitros: Nachevski, Nikolov |
| 30 de julho de 2021 19:30 | 4× 1×        | Relatório | 3×          | Ginásio Nacional Yoyogi, Tóquio Árbitros: Nachevski, Nikolov |

| 1 de agosto de 2021 09:00 | Portugal                      | 30–31     | Japão       | Ginásio Nacional Yoyogi, Tóquio Árbitros: Brunner, Salah |
| 1 de agosto de 2021 09:00 | Areia, Ferraz, Gomes, Silva 4 | (14–16)   | R. Tokuda 6 | Ginásio Nacional Yoyogi, Tóquio Árbitros: Brunner, Salah |
| 1 de agosto de 2021 09:00 | 4× 2×                         | Relatório | 2×          | Ginásio Nacional Yoyogi, Tóquio Árbitros: Brunner, Salah |

| 1 de agosto de 2021 11:00 | Egito      | 30–20     | Bahrein | Ginásio Nacional Yoyogi, Tóquio Árbitros: Raluy, Sabroso |
| 1 de agosto de 2021 11:00 | El-Ahmar 5 | (15–7)    | Habib 4 | Ginásio Nacional Yoyogi, Tóquio Árbitros: Raluy, Sabroso |
| 1 de agosto de 2021 11:00 | 2×         | Relatório | 1×      | Ginásio Nacional Yoyogi, Tóquio Árbitros: Raluy, Sabroso |

| 1 de agosto de 2021 21:30 | Dinamarca           | 30–33     | Suécia                 | Ginásio Nacional Yoyogi, Tóquio Árbitros: Schulze, Tönnies |
| 1 de agosto de 2021 21:30 | Gidsel, J. Hansen 5 | (13–17)   | Carlsbogård, Sandell 6 | Ginásio Nacional Yoyogi, Tóquio Árbitros: Schulze, Tönnies |
| 1 de agosto de 2021 21:30 | 2× 3×               | Relatório | 6× 2×                  | Ginásio Nacional Yoyogi, Tóquio Árbitros: Schulze, Tönnies |

## Fase final

### Chaveamento
|  | Quartas de final    | Quartas de final    |                     |    | Semifinal           | Semifinal           |  |  | Final | Final |
|  |                     |                     |                     |    |                     |                     |  |  |       |       |
|  | 3 de agosto de 2021 |                     |                     |    |                     |                     |  |  |       |       |
|  |                     |                     |                     |    |                     |                     |  |  |       |       |
|  | França              | 42                  |                     |    |                     |                     |  |  |       |       |
|  | França              | 42                  | 5 de agosto de 2021 |    |                     |                     |  |  |       |       |
|  | Bahrein             | 28                  |                     |    |                     |                     |  |  |       |       |
|  | Bahrein             | 28                  | França              | 27 |                     |                     |  |  |       |       |
|  | 3 de agosto de 2021 |                     | França              | 27 |                     |                     |  |  |       |       |
|  |                     | Egito               | 23                  |    |                     |                     |  |  |       |       |
|  | Alemanha            | Egito               | 23                  | 26 |                     |                     |  |  |       |       |
|  | Alemanha            |                     | 7 de agosto de 2021 | 26 |                     |                     |  |  |       |       |
|  | Egito               | 31                  |                     |    |                     |                     |  |  |       |       |
|  | Egito               | 31                  | França              | 25 |                     |                     |  |  |       |       |
|  | 3 de agosto de 2021 |                     | França              | 25 |                     |                     |  |  |       |       |
|  |                     | Dinamarca           | 23                  |    |                     |                     |  |  |       |       |
|  | Suécia              | Dinamarca           | 23                  | 33 |                     |                     |  |  |       |       |
|  | Suécia              | 5 de agosto de 2021 |                     | 33 |                     |                     |  |  |       |       |
|  | Espanha             | 34                  |                     |    |                     |                     |  |  |       |       |
|  | Espanha             | 34                  | Espanha             | 23 |                     |                     |  |  |       |       |
|  | 4 de agosto de 2021 |                     | Espanha             | 23 |                     |                     |  |  |       |       |
|  |                     | Dinamarca           | 27                  |    | Disputa pelo bronze | Disputa pelo bronze |  |  |       |       |
|  | Dinamarca           | Dinamarca           | 27                  | 31 | Disputa pelo bronze | Disputa pelo bronze |  |  |       |       |
|  | Dinamarca           |                     | 7 de agosto de 2021 | 31 |                     |                     |  |  |       |       |
|  | Noruega             | 25                  |                     |    |                     |                     |  |  |       |       |
|  | Noruega             | 25                  | Egito               | 31 |                     |                     |  |  |       |       |
|  |                     |                     |                     |    |                     |                     |  |  |       |       |
|  | Espanha             | 33                  |                     |    |                     |                     |  |  |       |       |
|  | Espanha             | 33                  |                     |    |                     |                     |  |  |       |       |

### Quartas de final
| 3 de agosto de 2021 09:30 | França | 42–28     | Bahrein     | Ginásio Nacional Yoyogi, Tóquio Árbitros: Lah, Sok |
| 3 de agosto de 2021 09:30 | Mahé 9 | (21–14)   | Al-Sayyad 5 | Ginásio Nacional Yoyogi, Tóquio Árbitros: Lah, Sok |
| 3 de agosto de 2021 09:30 | 3×     | Relatório | 5× 2×       | Ginásio Nacional Yoyogi, Tóquio Árbitros: Lah, Sok |

| 3 de agosto de 2021 13:15 | Suécia   | 33–34     | Espanha | Ginásio Nacional Yoyogi, Tóquio Árbitros: Schulze, Tönnies |
| 3 de agosto de 2021 13:15 | Wanne 10 | (20–18)   | Gómez 8 | Ginásio Nacional Yoyogi, Tóquio Árbitros: Schulze, Tönnies |
| 3 de agosto de 2021 13:15 | 4× 1×    | Relatório | 3× 2×   | Ginásio Nacional Yoyogi, Tóquio Árbitros: Schulze, Tönnies |

| 3 de agosto de 2021 17:00 | Dinamarca         | 31–25     | Noruega   | Ginásio Nacional Yoyogi, Tóquio Árbitros: Bonaventura, Bonaventura |
| 3 de agosto de 2021 17:00 | M. Hansen, Holm 8 | (13–12)   | Sagosen 8 | Ginásio Nacional Yoyogi, Tóquio Árbitros: Bonaventura, Bonaventura |
| 3 de agosto de 2021 17:00 | 4× 1×             | Relatório | 3× 1×     | Ginásio Nacional Yoyogi, Tóquio Árbitros: Bonaventura, Bonaventura |

| 3 de agosto de 2021 20:45 | Alemanha      | 26–31     | Egito        | Ginásio Nacional Yoyogi, Tóquio Árbitros: Nikolov, Nachevski |
| 3 de agosto de 2021 20:45 | Golla, Kühn 6 | (12–16)   | Omar, Zein 5 | Ginásio Nacional Yoyogi, Tóquio Árbitros: Nikolov, Nachevski |
| 3 de agosto de 2021 20:45 | 3× 1×         | Relatório | 1×           | Ginásio Nacional Yoyogi, Tóquio Árbitros: Nikolov, Nachevski |

### Semifinal
| 5 de agosto de 2021 17:00 | França        | 27–23     | Egito            | Ginásio Nacional Yoyogi, Tóquio Árbitros: Raluy, Sabroso |
| 5 de agosto de 2021 17:00 | Descat, Mem 5 | (13–13)   | El-Ahmar, Omar 5 | Ginásio Nacional Yoyogi, Tóquio Árbitros: Raluy, Sabroso |
| 5 de agosto de 2021 17:00 | 3×            | Relatório | 1×               | Ginásio Nacional Yoyogi, Tóquio Árbitros: Raluy, Sabroso |

| 5 de agosto de 2021 21:00 | Espanha                | 23–27     | Dinamarca    | Ginásio Nacional Yoyogi, Tóquio Árbitros: Brunner, Salah |
| 5 de agosto de 2021 21:00 | Dujshebaev, Figueras 5 | (10–14)   | M. Hansen 12 | Ginásio Nacional Yoyogi, Tóquio Árbitros: Brunner, Salah |
| 5 de agosto de 2021 21:00 | 4× 1×                  | Relatório | 2×           | Ginásio Nacional Yoyogi, Tóquio Árbitros: Brunner, Salah |

### Disputa pelo bronze
| 7 de agosto de 2021 17:00 | Egito              | 31–33     | Espanha | Ginásio Nacional Yoyogi, Tóquio Árbitros: Schulze, Tönnies |
| 7 de agosto de 2021 17:00 | El-Ahmar, Shebib 7 | (16–19)   | Gómez 8 | Ginásio Nacional Yoyogi, Tóquio Árbitros: Schulze, Tönnies |
| 7 de agosto de 2021 17:00 | 2×                 | Relatório | 4× 2×   | Ginásio Nacional Yoyogi, Tóquio Árbitros: Schulze, Tönnies |

### Final
| 7 de agosto de 2021 21:00 | França   | 25–23     | Dinamarca   | Ginásio Nacional Yoyogi, Tóquio Árbitros: Nikolov, Nachevski |
| 7 de agosto de 2021 21:00 | Remili 5 | (14–10)   | M. Hansen 9 | Ginásio Nacional Yoyogi, Tóquio Árbitros: Nikolov, Nachevski |
| 7 de agosto de 2021 21:00 | 4×       | Relatório | 1×          | Ginásio Nacional Yoyogi, Tóquio Árbitros: Nikolov, Nachevski |

## Classificação final
| Pos.              | Seleção   |
| ----------------- | --------- |
| Medalha de ouro   | França    |
| Medalha de prata  | Dinamarca |
| Medalha de bronze | Espanha   |
| 4                 | Egito     |
| 5                 | Suécia    |
| 6                 | Alemanha  |
| 7                 | Noruega   |
| 8                 | Bahrein   |
| 9                 | Portugal  |
| 10                | Brasil    |
| 11                | Japão     |
| 12                | Argentina |

## Estatísticas

### Seleção do torneio
| Posição          | Jogador          |
| ---------------- | ---------------- |
| Goleiro          | Vincent Gérard   |
| Ponta esquerdo   | Aleix Gómez      |
| Armador esquerdo | Yahia Omar       |
| Armador central  | Nedim Remili     |
| Armador direito  | Mikkel Hansen    |
| Ponta direito    | Hugo Descat      |
| Pivô             | Ludovic Fabregas |
| MVP              | Mathias Gidsel   |

### Maiores pontuadores
| Pos. | Jogador        | Gols | Chutes | %  |
| ---- | -------------- | ---- | ------ | -- |
| 1    | Mikkel Hansen  | 61   | 100    | 61 |
| 2    | Mathias Gidsel | 46   | 57     | 81 |
| 3    | Aleix Gómez    | 44   | 47     | 94 |
| 4    | Sander Sagosen | 43   | 82     | 52 |
| 5    | Hampus Wanne   | 41   | 57     | 72 |
| 6    | Yahia Omar     | 38   | 63     | 60 |
| 7    | Adrià Figueras | 37   | 47     | 79 |
| 8    | Ahmed El-Ahmar | 36   | 49     | 73 |
| 9    | Hugo Descat    | 32   | 37     | 86 |
| 9    | Nedim Remili   | 32   | 52     | 62 |

Fonte: IHF

### Melhores goleiros
| Pos. | Jogador                | %    | Defesas | Chutes |
| ---- | ---------------------- | ---- | ------- | ------ |
| 1    | Johannes Bitter        | 33,3 | 32      | 96     |
| 2    | Niklas Landin Jacobsen | 32,1 | 63      | 196    |
| 3    | Karim Handawy          | 31,7 | 59      | 186    |
| 4    | Torbjørn Bergerud      | 31,5 | 51      | 162    |
| 5    | Gustavo Capdeville     | 31,4 | 22      | 70     |
| 6    | Vincent Gérard         | 31,4 | 74      | 236    |
| 7    | Mikael Aggefors        | 30,4 | 24      | 79     |
| 8    | Leonardo Terçariol     | 30,2 | 39      | 129    |
| 9    | Mohamed El-Tayar       | 29,7 | 38      | 128    |
| 10   | Andreas Palicka        | 28,3 | 47      | 166    |

Fonte: IHF